# Coppa di Vietnam
La Coppa di Vietnam (in vietnamita: Giải bóng đá cúp quốc gia) è la principale competizione calcistica vietnamita a eliminazione diretta. Si disputò per la prima volta nel 1992.

## Formato
Giocano nel torneo tutte le squadre della V League 1 e della V League 2. La vincitrice si qualifica alla Coppa dell'AFC (equivalente alla UEFA Europa League).
La vincitrice si qualifica anche alla Supercoppa del Vietnam, in cui affronta la vincitrice del campionato nazionale.

## Albo d'oro
| Stagione | Campione                                                      | Risultato                                                     | Finalista                                                     | Stadio                                                        |
| -------- | ------------------------------------------------------------- | ------------------------------------------------------------- | ------------------------------------------------------------- | ------------------------------------------------------------- |
| 1992     | CA TP.HCM                                                     | 1-1 (5-4 dtr)                                                 | Viettel                                                       | Stadio Thống Nhất, Ho Chi Minh                                |
| 1993     | Ðà Nẵng                                                       | 2-1                                                           | Tong cuc Duong sat                                            | Stadio Chi Lăng, Đà Nẵng                                      |
| 1994     | Bình Dương                                                    | 1-0                                                           | CA TP.HCM                                                     | Stadio Thống Nhất, Ho Chi Minh                                |
| 1995     | Vicem Hải Phòng                                               | 1-0                                                           | Hà Nội ACB                                                    | Stadio Hàng Đẫy, Hanoi                                        |
| 1996     | Hai Quan                                                      | 0-0 (6-5 dtr)                                                 | CA TP.HCM                                                     | Stadio Thống Nhất, Ho Chi Minh                                |
| 1997     | Hai Quan                                                      | 3-0                                                           | CA TP.HCM                                                     | Stadio Chi Lăng, Đà Nẵng                                      |
| 1998     | CATPHCM                                                       | 2-0                                                           | Hai Quan                                                      | Stadio Thống Nhất, Ho Chi Minh                                |
| 1999-00  | CA TP.HCM                                                     | 2-1                                                           | CATPHCM                                                       | Stadio Thống Nhất, Ho Chi Minh                                |
| 2000-01  | CATPHCM                                                       | 2-1                                                           | Hà Nội ACB                                                    | -----                                                         |
| 2001-02  | SLNA                                                          | 1-0                                                           | Thừa Thiên–Huế                                                | -----                                                         |
| 2003     | Bình Định                                                     | 2-1                                                           | Dong A Bank                                                   | Stadio Quy Nhơn, Quy Nhơn                                     |
| 2004     | Bình Định                                                     | 2-0                                                           | Viettel                                                       | Stadio Vinh, Vinh - Nghệ An                                   |
| 2005     | Long An                                                       | 5-0                                                           | Vicem Hải Phòng                                               | Stadio Long An, Long An                                       |
| 2006     | Hòa Phát                                                      | 2-1                                                           | Long An                                                       | Stadio Ninh Bình, Ninh Bình                                   |
| 2007     | Nam Định                                                      | 1-0                                                           | Bình Định                                                     | Stadio Ninh Bình, Ninh Bình                                   |
| 2008     | Hà Nội ACB                                                    | 1-0                                                           | Bình Dương                                                    | Stadio Hàng Đẫy, Hanoi                                        |
| 2009     | Ðà Nẵng                                                       | 1-0                                                           | Viettel                                                       | Stadio Hàng Đẫy, Hanoi                                        |
| 2010     | SLNA                                                          | 1-0                                                           | HAGL                                                          | Stadio Thống Nhất, Ho Chi Minh                                |
| 2011     | Navibank Sài Gòn                                              | 3-0                                                           | SLNA                                                          | Stadio Thống Nhất, Ho Chi Minh                                |
| 2012     | Xuân Thành                                                    | 4-1                                                           | Hà Nội                                                        | Stadio Thống Nhất, Ho Chi Minh                                |
| 2013     | Vissai Ninh Bình                                              | 1-1 (6-5 dtr)                                                 | Ðà Nẵng                                                       | Stadio Chi Lăng, Đà Nẵng                                      |
| 2014     | Vicem Hải Phòng                                               | 2-0                                                           | Bình Dương                                                    | Stadio Lạch Tray, Haiphong                                    |
| 2015     | Bình Dương                                                    | 4-2                                                           | Hà Nội                                                        | Stadio Gò Đậu, Thủ Dầu Một                                    |
| 2016     | Quảng Ninh                                                    | 4-4 2-1                                                       | Hà Nội                                                        | Stadio Cẩm Phả, Quảng Ninh Stadio Hàng Đẫy, Hanoi             |
| 2017     | SLNA                                                          | 2-1 5-1                                                       | Bình Dương                                                    | Gò Đậu Stadium, Thủ Dầu Một Vinh Stadium, Nghệ An             |
| 2018     | Bình Dương                                                    | 3-1                                                           | Thanh Hóa                                                     | Tam Kỳ Stadium, Tam Kỳ                                        |
| 2019     | Hà Nội                                                        | 2-1                                                           | Quảng Nam                                                     | Sân vận động Tam Kỳ, Tam Kỳ                                   |
| 2020     | Hà Nội                                                        | 2-1                                                           | Viettel                                                       | Hàng Đẫy Stadium, Hanoi                                       |
| 2021     | Edizione Cancellata per la Pandemia di COVID-19 del 2019-2022 | Edizione Cancellata per la Pandemia di COVID-19 del 2019-2022 | Edizione Cancellata per la Pandemia di COVID-19 del 2019-2022 | Edizione Cancellata per la Pandemia di COVID-19 del 2019-2022 |
| 2022     | Hà Nội                                                        | 2-0                                                           | Bình Định                                                     | Hàng Đẫy Stadium, Hanoi                                       |
| 2023     | Thanh Hóa                                                     | 0-0 (5-3 dtr)                                                 | Viettel                                                       | Thanh Hóa Stadium, Thanh Hóa                                  |
| 2024     | Thanh Hóa                                                     | 0-0 (9-8 dtr)                                                 | Hà Nội                                                        | Thanh Hóa Stadium, Thanh Hóa                                  |
| 2025     | CAHN                                                          | 5-0                                                           | SLNA                                                          | Vinh Stadium, Nghệ An                                         |

## Vittorie per squadra
| Squadra                                 | Vittorie | Finali perse | Anni vittorie    |
| --------------------------------------- | -------- | ------------ | ---------------- |
| Hà Nội (Ha Noi T&T)                     | 3        | 4            | 2019, 2020, 2022 |
| Bình Dương (Song Be)                    | 3        | 2            | 1994, 2015, 2018 |
| SLNA                                    | 3        | 2            | 2002, 2010, 2017 |
| CA TP.HCM (Cảng Sài Gòn)                | 2        | 3            | 1992, 2000       |
| Bình Định                               | 2        | 2            | 2003, 2004       |
| Hai Quan                                | 2        | 1            | 1996, 1997       |
| CATPHCM (Công An Hồ Chí Minh)           | 2        | 1            | 1998, 2001       |
| Ðà Nẵng (SHB Ðà Nẵng)                   | 2        | 1            | 1993, 2009       |
| Vicem Hải Phòng                         | 2        | 1            | 1995, 2014       |
| Thanh Hóa                               | 2        | 1            | 2023, 2024       |
| Hà Nội ACB (Công An Hà Nội & Hanoi ACB) | 1        | 2            | 2008             |
| Long An                                 | 1        | 1            | 2005             |
| Hòa Phát                                | 1        | -            | 2006             |
| Nam Định                                | 1        | -            | 2007             |
| Navibank Sài Gòn                        | 1        | -            | 2011             |
| Xuân Thành                              | 1        | -            | 2012             |
| Vissai Ninh Bình                        | 1        | -            | 2013             |
| Quảng Ninh                              | 1        | -            | 2016             |
| CAHN                                    | 1        | -            | 2025             |
| Viettel (Đội bóng đá Thể Công)          | -        | 5            | -----            |
| HAGL                                    | -        | 1            | -----            |
| Quảng Nam                               | -        | 1            | -----            |
| Tong cuc Duong sat                      | -        | 1            | -----            |
| Thừa Thiên–Huế                          | -        | 1            | -----            |
| CATPHCM                                 | -        | 1            | -----            |